# 青海コンテナ埠頭
青海コンテナ埠頭（あおみコンテナふとう）は、東京港にあるコンテナ埠頭の1つである。係留数2528隻（港内2位）、総トン数3976万6342トン（港内2位）、取扱貨物量1544万3921トン（港内2位）。青海CTとも。

## 施設
青海コンテナ埠頭には青海の中部と南部の西側に南北1570メートルの岸壁があり、A0からA4と呼ばれる5つのバースが設けられている。南側のA0からA2バースは公共埠頭、北側のA3からA4バースは専用埠頭である。面積は大井コンテナ埠頭の約半分、品川コンテナ埠頭の約6倍である。

### 公共埠頭
A0とA1バースは水深13メートルで総トン数3万5000トン級に対応している。A2バースは水深15メートルの高規格バースであり総トン数5万トン級の船舶に対応している。A0とA1バースには15列対応のガントリークレーンが2基ずつ、A2バースには16列対応と18列対応のスーパー・ガントリークレーンが1基ずつ備わっている。海上コンテナの積み下ろしや整理はトラックやストラドルキャリアで行う。コンテナ置き場の後ろには青海流通センターがあり、公共埠頭と専用埠頭の間をまたがるようにワールド流通センターが建っている。

### 専用埠頭
A3とA4バースはA2バースと同じく総トン数5万トン級の船舶に対応している。A3バースにはA2バースと同じくスーパー・ガントリークレーンがあり、16列対応が1基、18列対応が2基備わっている。A4バースにもスーパー・ガントリークレーンがあり、17列対応が3基ある。クレーンの後ろはコンテナ置き場になっており、コンテナの整理は合計19基のトランスファークレーンで行う。

### ワールド流通センター
ワールド流通センターは青海コンテナ埠頭の公共埠頭と専用埠頭に隣接する倉庫・流通加工場である。全長460メートル・幅100メートル・地上5階・地下1階の建物で、延べ床面積は21万8900平方メートルに及ぶ。

### 青海流通センター
青海流通センターは青海コンテナ埠頭の公共埠頭に隣接する事務所・倉庫・流通加工場である。全長210メートル・幅59メートル・地上3階建ての倉庫の両端に4階建ての事務所棟が付属する建物が2つ並んでいる。延べ床面積は7万4971平方メートルである。

## 実績
2012年に青海コンテナ埠頭に係留した船は2528隻であり、総トン数は1544万3921トンに及ぶ。これは東京港の総係留数の約10％・総トン数の約24％に相当し、東京港で第2位の座を占めている。青海コンテナ埠頭に係留した船の77％は輸出入のための外航船である。外航船の大きさは平均2万178トンで、一ヶ月に平均162隻が係留する。内航船の大きさは平均893トンで、一ヶ月の平均係留数は49隻である。取り扱ったコンテナ数は155万7506個（TEU）であり、92％が輸出入である。取り扱った貨物量は1544万3921トンであり、東京港の総貨物量の約19%、総コンテナ数の33％に及ぶ。

## 航路
青海コンテナ埠頭に寄航する船舶は中国航路とそれ以外のアジア航路が最も多く（ともに60本/月）、北米航路（20本/月）が続く。欧州・ニュージーランド・韓国航路も数本ずつあるが、南米航路はない。

## 管理
青海コンテナ埠頭には公共埠頭と専用埠頭があるが、2009年から東京港埠頭株式会社が一括して管理している。同年、東京港埠頭株式会社は公共埠頭のガントリークレーンの更新工事を始め、2014年までに交換を終えた。新型クレーンはデッキ積み列数が13列から15列になり、5段積みに対応し、巻き上げ速度が120メートル/分から150メートル/分になった。一方、三井倉庫のようなターミナルオペレーターはコンテナの船積み・船卸し（本船荷役）やコンテナの蔵置・受け渡し（コンテナヤード作業）、空コンテナの保管・受け渡し・修理（バンプール作業）などを行っている。

## 施設使用社

### 借受者
- 山九[2]
- 住友倉庫[2]
- 伊勢湾海運[2]
- 日本通運[2]
- 第一港運[2]
- 韓進海運（韓国）[2]
- エバーグリーンマリン（台湾）[2]

### ターミナルオペレーター
- 山九
- 住友倉庫
- 伊勢湾海運
- 日本通運
- 第一港運
- 韓進海運（韓国）
- エバーグリーンマリン（台湾）
- 三井倉庫[2]
- 鈴江コーポレーション[2]

## 交通

### 道路
- 東京都道482号台場青海線
- 臨港道路青海縦貫線
- 第二航路トンネル

### バス
- 品川駅港南口発
  - ［波01］ 中央防波堤行
- 門前仲町駅発
  - ［海01］ 東京テレポート駅行

## 周辺
青海コンテナ埠頭の東側にはお台場ライナー埠頭がある。対岸には大井コンテナ埠頭がある。
- 暁ふ頭公園[11]
- 青海南ふ頭公園[12]
- 青海客船ターミナル[13]
- テレコムセンター
- 東京税関本関